# Giuseppe Ungaretti
Giuseppe Ungaretti (ur. 8 lutego 1888 w Aleksandrii, zm. 2 czerwca 1970 w Mediolanie) – włoski poeta.
W swojej twórczości pozostawał pod silnym wpływem francuskich symbolistów i futurystów. Był jednym z twórców i głównym przedstawicielem hermetyzmu, kierunku podporządkowującemu wartości znaczeniowe słów walorom formalnym i dźwiękowym.

## Życiorys
Giuseppe Ungaretti urodził się w Aleksandrii w Egipcie. Jego ojciec pracował przy budowie Kanału Sueskiego, matka prowadziła piekarnię. Uczył się w École Suisse Jacot. Nawiązał tam przyjaźń z Enrico Peą. Następnie wyjechał kontynuować edukację do Paryża, gdzie szybko nawiązał znajomość ze środowiskiem artystycznym, m.in. zaprzyjanił się z Guillaume'em Apollinaire'em.
Po wybuchu I wojny światowej przeniósł się do Mediolanu, gdzie utrzymywał się dając lekcje języka francuskiego. Po przystąpieniu Włoch do wojny został wcielony do armii i wysłany na front na płaskowyżu Kras. W grudniu 1916 roku wydał w Udine w nakładzie 80 egzemplarzy swój pierwszy tom poezji Pogrzebany port'. Pod koniec wojny Ungaretti wrócił do Francji. W 1919 roku w Paryżu rozpoczął pracę dla Popolo d’Italia Benita Mussoliniego oraz biura prasowego ambasady włoskiej. Rok później poślubił Jeanne Dupoix, z którą w 1921 roku przeniósł się do Rzymu, gdzie urodziła mu się dwójka dzieci. Do 1930 roku był współpracownikiem redakcji cotygodniowego biuletynu Ministerstwa Spraw Zagranicznych. Przeżył wówczas fascynację faszyzmem. W 1936 roku dostał propozycję objęcia katedry italianistyki w São Paulo, w efekcie jej przyjęcia przeniósł się z rodziną do Brazylii na sześć lat. Podczas pobytu w Brazylii umarł mu syn. Pobyt w Ameryce Południowej był dla niego okresem kryzysu twórczego. Zajmował się głównie poznawaniem starej literatury włoskiej, przygotowaniem oraz prowadzeniem zajęć uniwersyteckich oraz utrzymywaniem kontaktów towarzyskich z lokalną inteligencją. W 1942 roku Brazylia przystąpiła do II wojny światowej po stronie aliantów. Obywatele włoscy mieli wybór między internowaniem a powrotem do kraju. Giuseppe Ungaretti wrócił do Włoch, gdzie został członkiem literackiej Accademia d’Italia i dostał etat profesora na uniwersytecie La Sapienza. Wkrótce po powrocie do kraju wydawnictwo Mondadori rozpoczęło druk jego zebranych prac pod tytułem Vita d’un uomo. Po zakończeniu wojny został zawieszony na uczelni, jednak pozytywnie przeszedł pofaszystowską weryfikację i w 1946 roku wrócił do prowadzenia zajęć.

## Zbiory poezji
- Il porto sepolto (1916)
- Allegria di naufragi (1919)
- Sentimento del tempo (1933)
- Il dolore (1947)
- La terra promessa (1950)
- Il deserto e dopo (1965)

Polski wybór jego wierszy został wydany w 1975 roku w zbiorze Poezje. W 2013 wydano dwujęzyczny tom Dzień po dniu. Wybór wierszy/Giorno per giorno. Poesie scelte w tłumaczeniu Jarosława Mikołajewskiego. W 2019 wydano Radość katastrof w tłumaczeniu Grzegorza Franczaka.

## Odznaczenia
- Kawaler Krzyża Wielkiego Orderu Zasługi Republiki Włoskiej[8]